# Pognana Lario, Como
Pognana Lario je naselje u Italiji u pokrajini Como, u regiji Lombardija.
Prema procjeni iz 2011. u naselju je živjelo 764 stanovnika. Naselje se nalazi na nadmorskoj visini od 254 m.

## Gallery
- Pognana Lario

## Vanjske poveznice
|  | Zajednički poslužitelj ima još gradiva o temi Pognana Lario |
|  | Zajednički poslužitelj sadrži atlas Italija                 |

- CIA Factbook  Arhivirana inačica izvorne stranice od 9. srpnja 2017. (Wayback Machine)
- Italian Railways
- Italian National and Regional Parks
- History of Italy: Primary Documents
- List and maps of archaeological sites in Italy
- WWW-VL: History: Italy  Arhivirana inačica izvorne stranice od 15. kolovoza 2021. (Wayback Machine) at IUE